# Polizeipräsidium Oberfranken
Das Polizeipräsidium Oberfranken ist einer von zehn regionalen Verbänden der Bayerischen Polizei und als solcher eine Landesmittelbehörde des Freistaates Bayern. Es ist direkt dem Bayerischen Staatsministerium des Innern, für Sport und Integration unterstellt und hat seinen Dienstsitz in Bayreuth.
Der Zuständigkeitsbereich des Polizeipräsidiums ist deckungsgleich mit dem Regierungsbezirk Oberfranken und umfasst eine Fläche von 7231 Quadratkilometern mit rund 1,08 Millionen Einwohnern. Das Straßennetz umfasst 340 km Bundesautobahnen, 830 km Bundesstraßen, 3450 km Staats- und Kreisstraßen sowie rund 9000 km sonstige Straßen.

## Organisation
Dem Polizeipräsidium Oberfranken mit Sitz in Bayreuth sind unmittelbar nachgeordnet: 19 Polizeiinspektionen (PI), eine Grenzpolizeiinspektion (GPI), vier Zentrale Einsatzdienste (ZED), zwei Polizeistationen (PSt), sechs Polizeiwachen (PW), vier Verkehrspolizeiinspektionen (VPI), vier Kriminalpolizeiinspektionen (KPI) und eine Kriminalpolizeiinspektion mit Zentralaufgaben (KPI/Z).
Alle Notrufe sowie Einbruch- und Überfallalarme aus dem Regierungsbezirk Oberfranken gehen in der Einsatzzentrale des Polizeipräsidiums Oberfranken in Bayreuth ein. Von dort aus werden die Einsätze der Polizeistreifen in ganz Oberfranken disponiert.
Das Polizeipräsidium gliedert sich in die Abteilung Einsatz mit fünf Sachgebieten, die Abteilung Polizeiverwaltung mit vier Sachgebieten und das Präsidialbüro mit Pressestelle und Webbüro.
An der Spitze des Polizeipräsidiums steht seit April 2024 Polizeipräsident Armin Schmelzer. Sein Stellvertreter ist Polizeivizepräsident Ulrich Rothdauscher.

Polizeipräsidium Oberfranken in der Ludwig-Thoma-Straße

## Geschichte
Noch im 17./18. Jahrhundert wurden die polizeilichen Aufgaben in Bayern im Wesentlichen von der Feldgendarmerie wahrgenommen, die Teil des Feldheeres war. Die Errichtung und Organisation der Königlich Bayerischen Gendarmerie begann, als das im Jahre 1806 zum Königreich erhobene Bayern im Jahre 1808 eine Verfassung erhielt.
Übersicht:
- 1813–1918: Königlich–Bayerische Gendarmerie
- 1918–1933: Weimarer Republik, Polizei wird dem Bayerischen Innenministerium unterstellt
- 1933–1945: Drittes Reich, Organisatorische Zentralisierung der Polizei
- 1945–1953: Neubeginn nach dem Zweiten Weltkrieg
- 1953: Errichtung der Landpolizeidirektion Oberfranken, Leiter: Heinrich Eichhorn
- 1953–1965: Erste Verstaatlichungen, Errichtung von Großraumstationen
- 1965: Oskar Wiedemann neuer Leiter der Landespolizeidirektion Oberfranken
- 1966: Eigenes Dienstgebäude für die Landpolizeidirektion in der Ludwig-Thoma-Straße
- 1968: Karl Pedall neuer Leiter der Landespolizeidirektion Oberfranken (ab 1. Oktober 1976 Polizeipräsidium Oberfranken)
- 1968–1977: Weitere Verstaatlichungen, Gebietsreform, Errichtung der Schutzbereiche
- 1979: Hubert Mehler neuer Leiter des Polizeipräsidiums Oberfranken
- 1987: Walter Wölker neuer Leiter des Polizeipräsidiums Oberfranken
- 1999: Wolfgang Asprion neuer Leiter des Polizeipräsidiums Oberfranken
- 2006: Gerhard Bauer neuer Leiter des Polizeipräsidiums Oberfranken
- 2009: Im Zuge der Organisationsreform der Bayerischen Polizei wird die Ebene der Polizeidirektionen am 1. Oktober mit dem Polizeipräsidium verschmolzen
- 2010: Reinhard Kunkel neuer Leiter des Polizeipräsidiums Oberfranken
- 2017: Alfons Schieder neuer Leiter des Polizeipräsidiums Oberfranken
- 2023: Markus Trebes neuer Leiter des Polizeipräsidiums Oberfranken
- April 2024: Armin Schmelzer neuer Leiter des Polizeipräsidiums Oberfranken[2]

## Benachbarte Kräfte
Benachbarte Polizeiverbände sind unter anderem
- in Bayern:
  - Polizeipräsidium Mittelfranken
  - Polizeipräsidium Unterfranken
  - Polizeipräsidium Oberpfalz
- in Sachsen
  - die Polizeidirektion Südwestsachsen
- in Thüringen
  - die Polizeidirektion Suhl
  - die Polizeidirektion Saalfeld
- in Tschechien
  - die Polizei der Tschechischen Republik

## Sonstiges
- Das Polizeipräsidium Oberfranken ist mitverantwortlich für die Durchführung des größten Motorradtreffens von Süddeutschland. Die Motorradsternfahrt nach Kulmbach ist eine vom Bayerischen Innenministerium, der oberfränkischen Polizei und dem Landesverband Bayerischer Fahrlehrer mit Unterstützung der Stadt Kulmbach, der Kulmbacher Brauerei und des Radiosenders Rock Antenne unter dem Motto Ankommen statt umkommen initiierte Präventionsveranstaltung, die seit 2000 jedes Jahr in Kulmbach stattfindet. Der Grundgedanke und die Idee, eine Veranstaltung unter das Motto Verkehrssicherheit zu stellen, wurde bereits im Jahr 1999 geboren. Seit dem Jahr 2000 findet die Motorradsternfahrt in Kulmbach statt und so wird Ende April „die heimliche Hauptstadt des Bieres“ regelmäßig zur „heimlichen Hauptstadt der Biker“. Immer mit dem Ziel, das Unfallaufkommen im Verkehr mit Motorrädern zu minimieren. So wuchs die Veranstaltung von zunächst 5.000 Motorradfahrern und Besuchern im Jahr 2000 auf mittlerweile 40.000 Gäste. Tradition ist der Besuch ausländischer Motorradpolizisten mit ihren landestypischen Polizeifarben und Motorrädern. Jedes Jahr beteiligen sich über 100 Polizeimotorräder aus dem In- und Ausland am Stadtkorso durch Kulmbach. Mit dabei sind auch Abordnungen der Bundespolizei, der Bundeswehr, des BRK, des ADAC, der DLRG und des Arbeiter-Samariter-Bundes.[3]
- Die offizielle Mitarbeiterzeitung des PP Oberfranken heißt PolizeiReport und besteht seit 1981. Seit der Ausgabe 4/2018 heißt die Mitarbeiterzeitung tristan